# Римска грађевина са мозаиком на Коњском гробљу
Римска грађевина са мозаиком на Коњском гробљу је археолошки локалитет настао између 3. и 4. века на подручју града Ниша.

## Изглед
Локалитет је откривен током 1972. године приликом радова на изградњи стрелишта у кругу пантелејске касарне у Нишу. Тада је откривен читав низ зидова и подова украшених мозаиком. Археолошки локалитет чува остатке архитектонских елемената, мермерну базу, као и подне мозаике римске репрезентативне грађевине. Читав низ зидова и подова украшених мозаиком указују на то да се ради о налазишту изузетног значаја. Овај локалитет није у потпуности истражен. Подни мозаици су само делимично откривени приближно око 40м2. Свуда уз откривене подове постоје трагови горења што говори да је грађевина страдала од пожара. У близини простора у коме је откривена ова луксузна вила пронађени су водоторањ, водоводне цеви, цистерна и почетак акведукта. Правац пружања акведукта упућује да је он служио за напајање водом виле и објеката који су се налазили у њеној близини. На двеста метара североисточно од простора где је откривена вила са мозаицима налази се једна кружна форма пречника око 90 метара која својим обликом потсећа на анфитеатар. Данас се на овом простору налази војни комплекс-касарна са војним зграда.